# Pterocheilus pruinosus
Pterocheilus pruinosus är en stekelart som beskrevs av Cameron 1908. Pterocheilus pruinosus ingår i släktet palpgetingar, och familjen Eumenidae. Inga underarter finns listade i Catalogue of Life.